# Arthur Godfrey
Arthur Godfrey (ur. 31 sierpnia 1903, zm. 16 marca 1983) – amerykański spiker radiowy, telewizyjny i komik.

## Wyróżnienia
Posiada trzy gwiazdy na Hollywoodzkiej Alei Gwiazd.